# Alexander Bening
Alexander Bening (* um 1444; † 1519 in Gent) war ein niederländischer Buchmaler.
Alexander Bening gründete die Miniaturistenschule von Gent und Brügge. Er fertigte eine Vielzahl an Bilderhandschriften an. Zwischenzeitlich wurde er als der Meister der Maria von Burgund angenommen, was jedoch aufgrund der biografischen Daten des Künstlers sowie dessen Lebensweg wieder verworfen wurde.
Alexander Benings Wirken am Rothschild-Stundenbuch sowie am Brevarium Grimani ist belegt. 
Sein Sohn Simon Bening wurde 1483 geboren und war später ebenfalls als Miniaturmaler tätig.

## Werke (Auswahl)

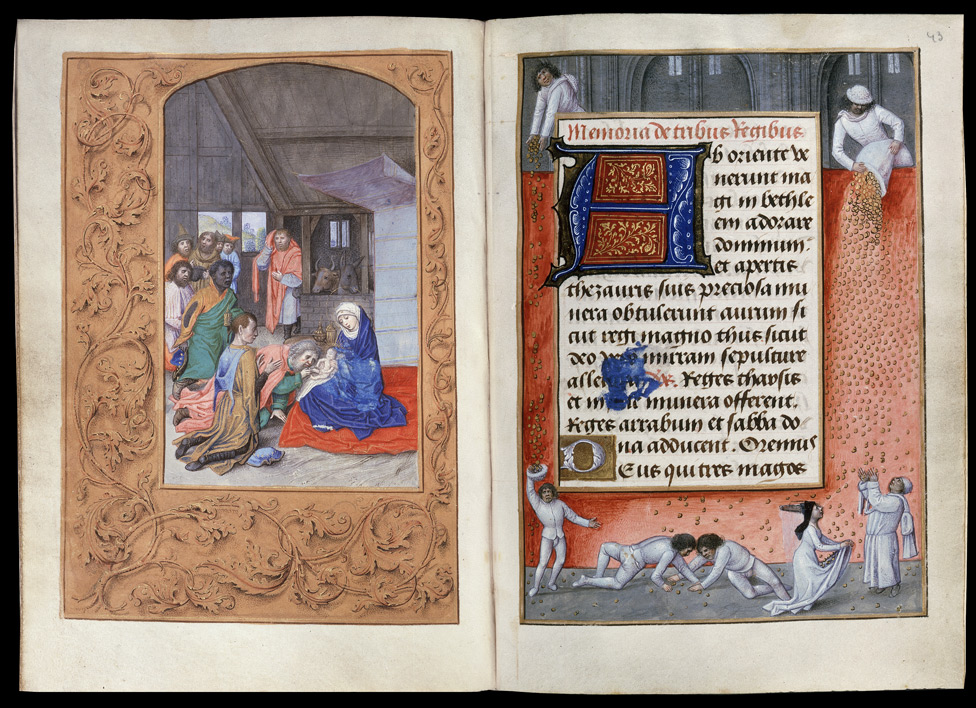
Anbetung der Könige aus Hastings Stundenbuch
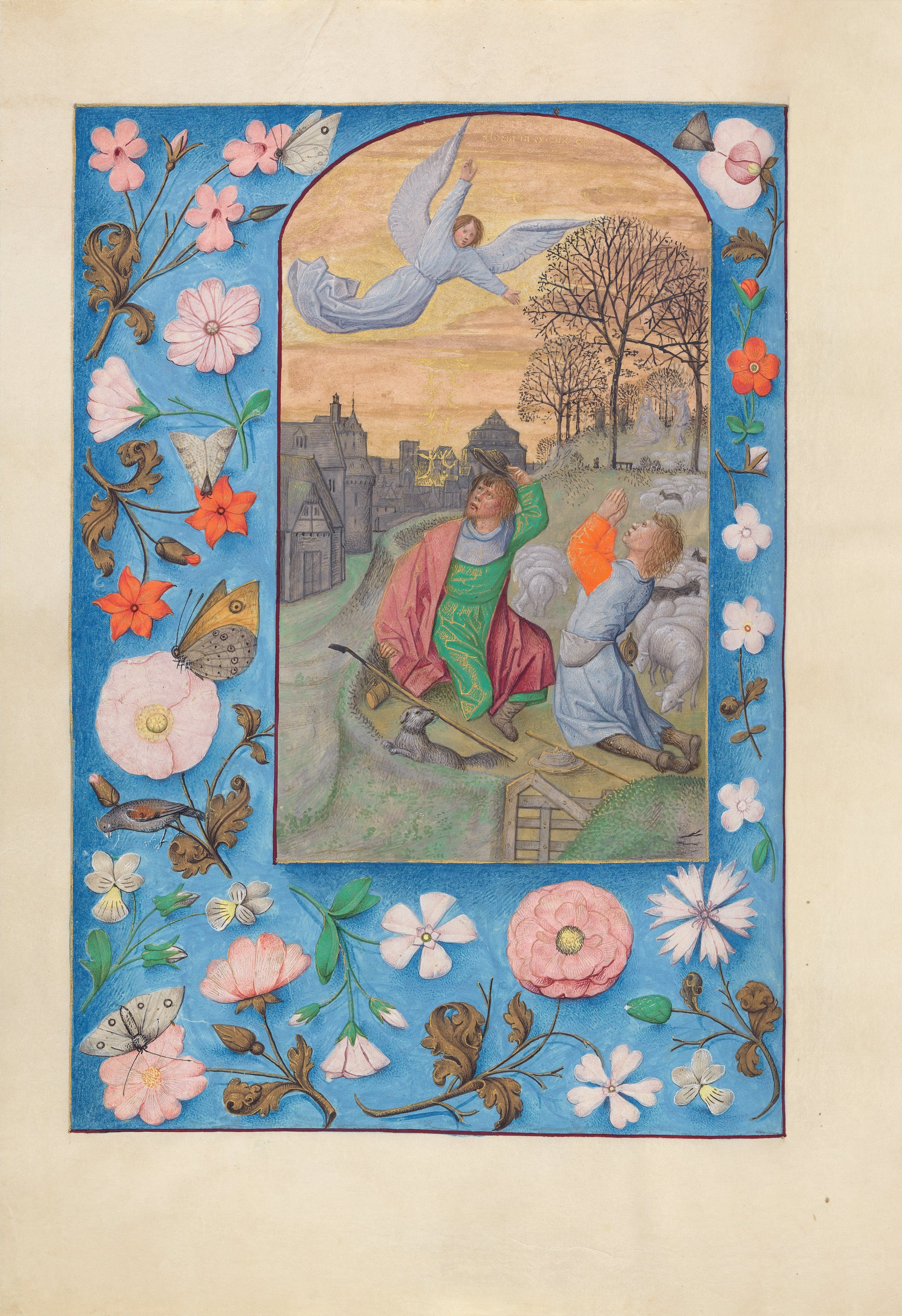
Seite aus dem Stundenbuch der Königin Isabella
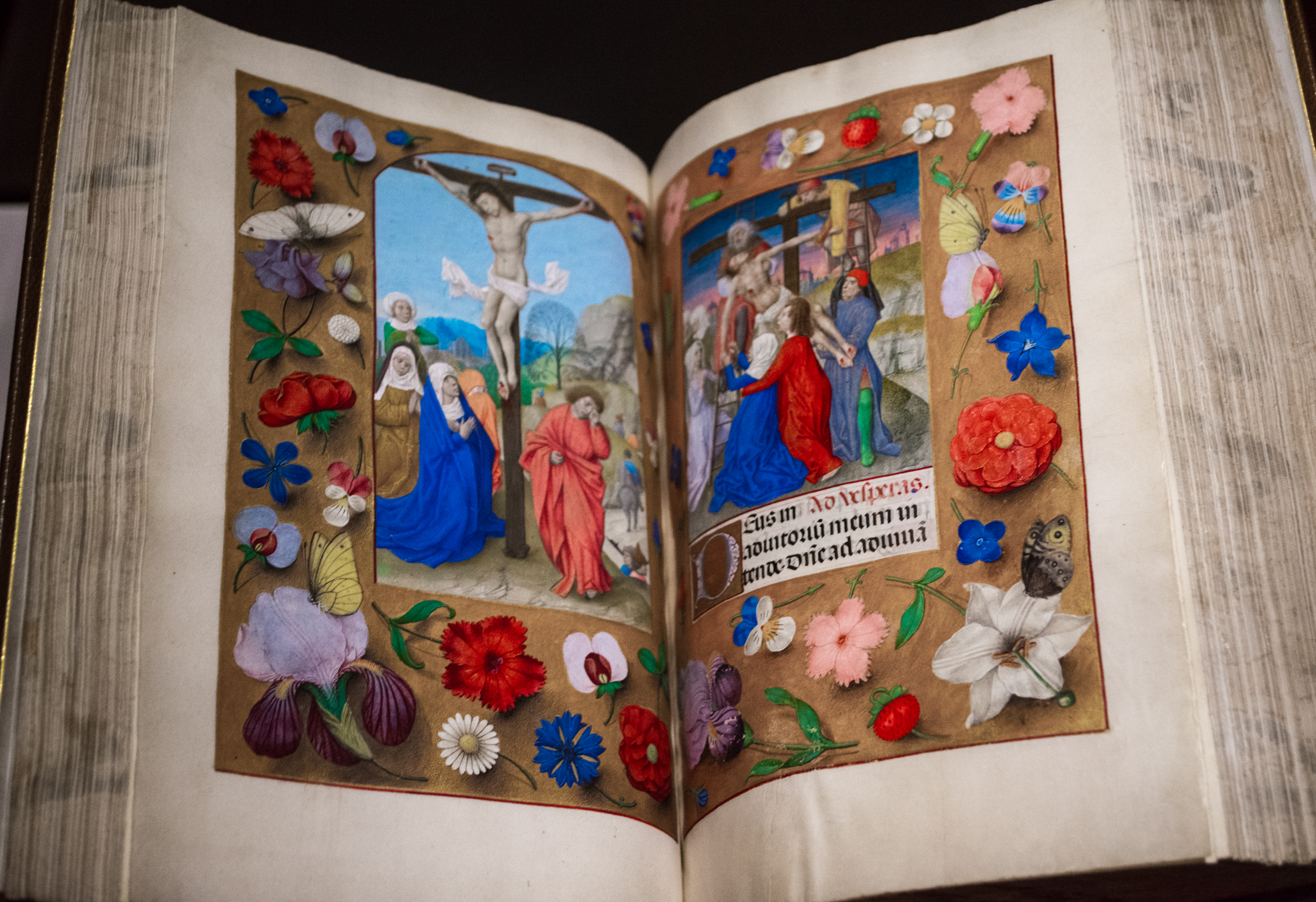
Stundenbuch der Königin Isabella